# チェルヴェーテリ
チェルヴェーテリ（伊: Cerveteri）は、イタリア共和国ラツィオ州ローマ県にある、人口約38,000人の基礎自治体（コムーネ）。
古代にエトルリア人が築いた都市で、ローマ人からはカエレ（Caere）の名で呼ばれた。エトルリア人が遺した墓地遺跡（ネクロポリス）は、世界遺産「チェルヴェーテリとタルクイーニアのエトルリア墓地遺跡群」の構成資産として登録されている。

## 名称
日本語文献では「チェルベテリ」、「チェルヴェテリ」とも表記される。
この都市をエトルリア人は Cisra と呼び、ギリシャ人は Άγυλλα / Agylla と呼んだ。ローマ人はカエレ（Caere）の名で呼んだ。
現在の「チェルヴェーテリ」の名は、「旧カエレ」を意味する Caere Vetus から来ている。13世紀にこの都市の住民が新たに「新カエレ」Caere Novum （現在のチェーリ）を建設したため、区別するためにそう呼ばれた。

## 地理

### 位置・広がり
ローマ県北西部のコムーネ。チヴィタヴェッキアから東南東へ27km、ローマから西北西へ35kmの距離にある。市域はティレニア海に面する。

#### 隣接コムーネ
隣接するコムーネは以下の通り。
- アングイッラーラ・サバーツィア
- ブラッチャーノ
- フィウミチーノ
- ラディスポリ
- サンタ・マリネッラ
- トルファ

### 気候分類・地震分類
チェルヴェーテリにおけるイタリアの気候分類 (it) および度日は、zona D, 1450 GGである。
また、イタリアの地震リスク階級 (it) では、zona 3B (sismicità bassa) に分類される。

## 歴史

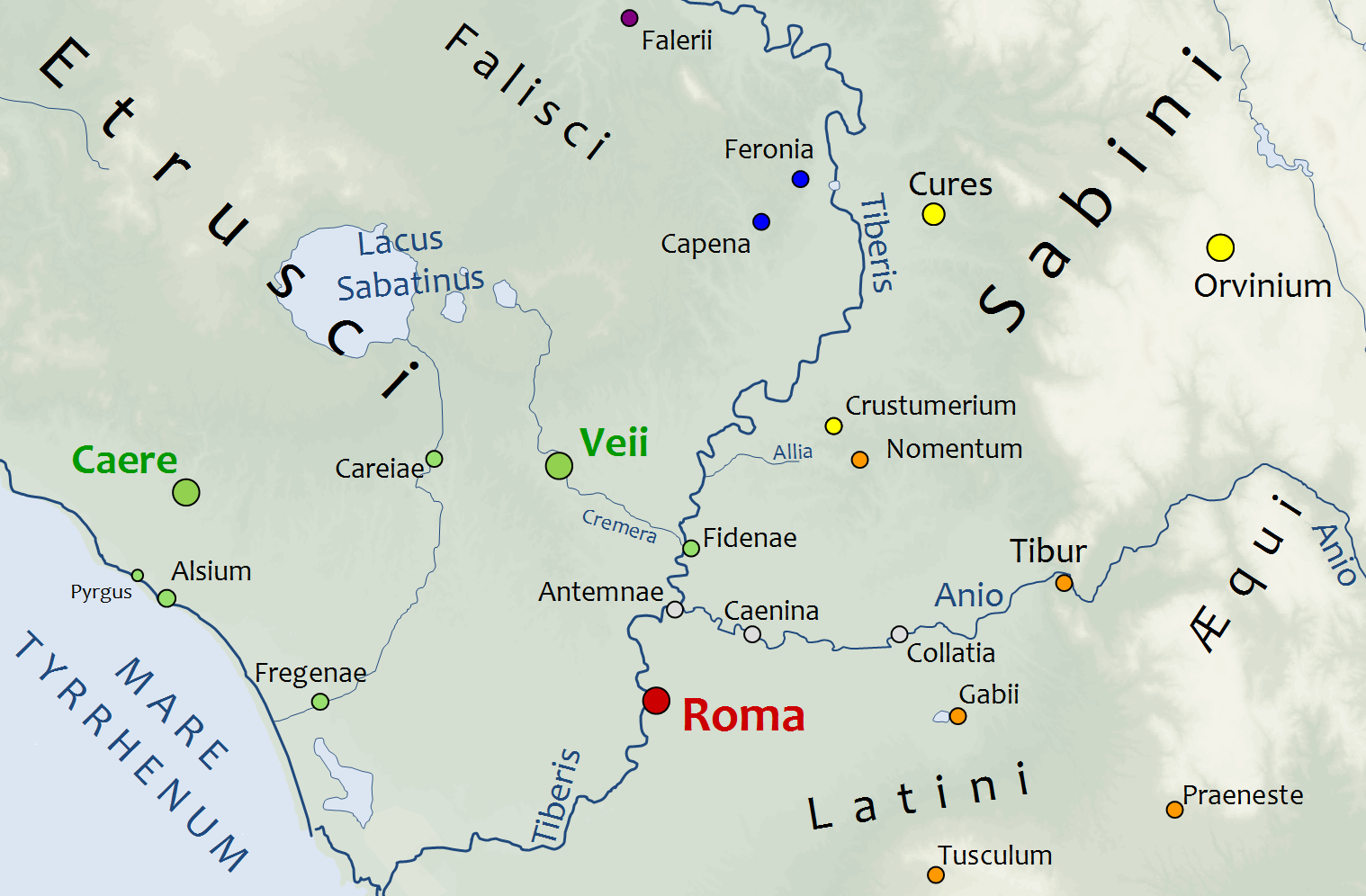
古代ローマと周辺の都市

### 共和政ローマ時代
アウルス・ゲッリウスやストラボンによれば、紀元前390年頃のガリア人によるローマ劫掠の際、ウェスタの処女や女神ウェスタの炎などをカエレ人が守った見返りとして、投票権のない最初のムニキピウムとされたという。
ティトゥス・リウィウスによれば、紀元前358年にカッシウス条約が復活したことをきっかけにローマとエトルリアは戦争状態となり、カエレはエトルリア側についたが、紀元前353年に100年の和平が成立した。この前353年にカエレに投票権のない市民権が付与されローマに併合されたとする説もあるものの、根拠が薄いという指摘があり、後にカエレが自らローマに領土の半分を割譲してその支配下に入ったとするカッシウス・ディオの記述から、紀元前274年前後にローマの支配下に入ったとも考えられ、その場合、カエレは投票権のない市民権を付与された最初のムニキペスではないことになる。
紀元前90年頃の同盟市戦争の結果、その後にローマの支配下に入った自治市に対しては四人官が派遣されたが、カエレは帝政期においても独自の独裁官が市の自治を担っていた。

## 行政

### 分離集落
チェルヴェーテリには、以下の分離集落（フラツィオーネ）がある。
- Ceri（チェーリ）, Due Casette, Furbara, Borgo San Martino, Sasso, Valcanneto, Casetta Mattei, Cerqueto, Quartaccio, Cerenova, Campo di Mare, I Terzi, San Paolo, Gricciano, Pian della Carlotta, Zambra.

## 文化・観光
チェルヴェーリ近郊にあるバンディタッチャのネクロポリスは、地中海における最も壮大なネクロポリスの一つである。

## 交通
マリーナ・ディ・チェルヴェーテリ駅(チェレノーヴァにある)から地域鉄道網に接続していて、ローマからチヴィタヴェッキア、ピサ、グロッセートに向かう列車が行き交う。

## 姉妹都市
- アルムニェーカル、スペイン
- フュルステンフェルトブルック（ドイツ語版）、ドイツ
- リヴリー＝ガルガン、フランス